# ポホヨラの娘
交響的幻想曲『ポホヨラの娘』（芬語：Pohjolan tytär, sinfoninen fantasia）作品49は、ジャン・シベリウスが1906年に作曲した交響詩である。『ポヒョラの娘』とも記される。フィンランドの民族叙事詩『カレワラ』に基づき、その英雄ヴァイナモイネンの物語が音楽によって繰り広げられて行く。以下のような物語が描かれている。
白髭を蓄えた不撓不屈の英雄ヴァイナモイネンは、暗い景色の中を橇で滑っているとき、虹に腰掛けて金糸で布を織り上げている北国ポホヨラの娘を見つける。英雄は娘に同行するように誘ってみるが、娘は「自分が課した数々の困難な試練を果たせるような男にしかついて行かない」と答える。その試練とは、彼女の糸巻き車のかけらで舟をこしらえるとか、目には見えない結び目に卵を結わえ付けるとかというものだった。ヴァイナモイネンは熟練した魔術によってこれらの試練を果たそうとするも、悪霊に裏をかかれて自分の斧で負傷してしまう。ヴァイナモイネンは諦めて試練を投げ出し、粛々と旅を続けるのであった。
与えられた試練を果たそうとして挫けたヴァイナモイネンをポホヨラが嘲り笑う場面で使われる「ポホヨラの愚弄の動機」は、映画『サイコ』の刺殺の場面に流れるバーナード・ハーマンの楽曲に影響を与えたと言われている。
初演は1906年12月29日にサンクトペテルブルクで、シベリウス自身の指揮とマリインスキー劇場管弦楽団の演奏により行われた。総譜は同年にリーナウ社から出版されている。
演奏時間は約12分から13分。

## 楽器編成
ピッコロ、フルート2、オーボエ2、コーラングレ、クラリネット2、バス・クラリネット、ファゴット2、コントラファゴット、ホルン4、コルネット2、トランペット2、トロンボーン3、テューバ、ティンパニ、ハープ、弦楽五部（ディヴィジによってさらに細分化される）。
フランス風にコルネットとトランペットを2本ずつ用いた編成はシベリウスの作品では珍しい。